# Wolfgang Rohde
Wolfgang Rohde (Kiel, 9 januari 1950 – Meerbusch, 25 april 2016) was een Duits drummer.

## Biografie
Rohde begon zijn carrière als drummer bij Die Suurbiers. Door Campino werd hij in 1986 gevraagd om drummer te worden van Die Toten Hosen. Dit deed hij tot 1999. In 2000 had Rohde een zwaar verkeersongeval, waarbij hij ernstig gewond raakte. Vanaf 2004 was hij als presentator en mede-oprichter verbonden aan het rockfestival Rock am Turm in Meerbusch.
In november 2014 maakte Rohde bekend dat hij leed aan niercelkanker. Hij overleed aan de gevolgen hiervan in 2016 op 66-jarige leeftijd.
- Gemeinsame Normdatei: 1176660551
- MusicBrainz: 919defab-0db0-4fed-8a80-307ff3db03a9
- Virtual International Authority File: 3466154923700863780000